# هرمینه ناغدالیان
هرمینه ناغدالیان (ارمنی: Հերմինե Նաղդալյան؛ انگلیسی: Hermine Naghdalyan؛ زادهٔ ۲۸ ژوئیهٔ ۱۹۶۰) اقتصاددان و سیاست‌مدار اهل ارمنستان که وی معاون رئیس مجلس ملی جمهوری ارمنستان بود. ناغدالیان نماینده دوره‌های اول تا ششم مجلس ملی جمهوری ارمنستان بوده‌است.

## جوایز
وی برندهٔ جوایزی همچون نشان دوستی شده‌است.